# Emil Lindholm
Emil Lindholm (Hèlsinki, Finlàndia, 19 de juliol de 1996) és un pilot de ral·li finlandès que actualment competeix al Campionat Mundial de Ral·lis, dins de la categoria WRC 2. Campió del Món del WRC 2 la temporada 2022 a bord d'un Škoda Fabia Rally2 evo del equip Toksport WRT 2. La seva copilot habitual és la finlandesa Reeta Hämäläinen.

## Trajectòria
Emil Lindholm debuta al Campionat Mundial de Ral·lis l'any 2017, disputant un parell de ral·lis a la categoria Júnior amb un Ford Fiesta R2T. La temporada 2018 tan sols disputa un ral·li del Mundial amb un Škoda Fabia R5, ja dins la categoria WRC 2.
L'any 2019, a bord d'un Volkswagen Polo GTI R5 del equip Printsport disputa el Campionat de Finlàndia de Ral·lis i diferents proves mundialístiques. De cara a 2020 també disputa diferents proves puntuals del Mundial, en aquesta ocasió amb un Škoda Fabia Rally2 evo.
La temporada 2021 disputa en la seva totalitat la categoria WRC 3 del Mundial amb un Škoda Fabia Rally2 evo gestionat per l'equip Toksport WRT. Aconsegueix la victòria dins la categoria al Ral·li Acròpolis i finalitza tercer de la categoria a final de temporada. S'ha de destacar que aquesta temporada, al no poder disputar per reglament més de sis proves, Lindholm es va inscriure al Ral·li de Catalunya, la setena que disputava, com a copilot i la seva copilot Reeta Hämäläinen com a pilot, si bé qui va conduir el cotxe va ser Lindholm. Oficialment la guanyadora del ral·li va ser Hämäläinen, convertint-se en oficialment la primera dona en guanyar una prova del WRC 3.
De cara a la temporada 2022, Linholm passa a disputar la categoria WRC 2, de nou amb un Škoda Fabia Rally2 evo gestionat per l'equip Toksport WRT. Guanya dos dels ral·lis i puja en tres ocasions més al podi, alçant-se finalment amb el títol mundial de la categoria.